# Senado da República do Congo
O Senado (Senado) é a câmara alta do bicameral do Parlamento da República do Congo. Ele tem 72 membros (seis para cada uma das 12 regiões), eleitos para um mandato de seis anos por distrito. Antes da eleição de 2008 do Senado, tinha 66 membros, que foi ampliado para 72 membros naquele momento para explicar a criação do estado de Pointe-Noire. Os senadores têm mandato de seis anos cada; que são escalonados de modo que um terço dos membros do Senado é renovado a cada dois anos. Uma pessoa é inelegível para a eleição para o Senado, a menos que ele é um cidadão nativo e pelo menos 50 anos de idade.